# Nauclea diderrichii
Espèce
Statut de conservation UICN

 NT  : Quasi menacé
Nauclea diderrichii est une espèce de plantes de la famille des Rubiacées. Elle est aussi connue sous les noms communs de « bilinga », « aloma », « badi », « kusia » et « opepe ».